# هيدورو
هیدورو (بالإنجليزية: Heduru)‏ رب يعيش في السماء حسب ميثولوجيا غينيا الجديدة.